# Brändö, Vasa
Brändö (fi. Palosaari) är en stadsdel i Vasa i Finland. Administrativt är Brändö ett av Vasas tolv storområden. Storområdet har 5 793 invånare (2016).
Vasas uthamn förlades till Brändö sund redan i slutet av 1700-talet. Efter Vasa brand 1852  flyttades staden till Klemetsö udde intill Brändö. Vasa bomullsfabrik och många andra industrier började verka här och Brändö  utvecklades till ett betydande hamn-, industri- och arbetarbostadsområde. 
Idag är Brändö ett campus och en del av informationssamhället med Vasa universitet, Yrkeshögskolan Novia och Vasa yrkeshögskola.
Brändö kyrka byggdes 1910 och är ritad av A. W. Stenfors.